# Joc de cartes (programa de televisió)
|  | Aquest article tracta sobre el programa de televisió. Si cerqueu els jocs de cartes, vegeu «Joc de cartes». |

Joc de cartes és un concurs de cuina presentat per Marc Ribas. A cada programa quatre restaurants de la mateixa zona i amb un projecte culinari semblant competeixen per decidir quin és el millor, votant-se entre ells i amb el vot decisiu del presentador.
Adaptant el format del programa My restaurant rocks, distribuït per primera vegada l'any 2013 a Alemanya per Red Arrow International, els restaurants són valorats segons diferents aspectes: la decoració, la cuina, el menú, el servei i la relació qualitat-preu. El guanyador del concurs rep un xec de 5.000 € per invertir al local.
La primera temporada va arrancar el 20 d'abril de 2017 discretament, amb un 9,6% del share. Gradualment va anar guanyant popularitat fins a arribar a un 18% del share durant les últimes emissions. La mitjana de la temporada va ser de 402.000 teleespectadors i 16,2% del share. A mitja temporada es va estrenar un debat posterior sobre el programa, Fora de carta, on es convidaven els concursants a comentar el programa, format que va generar certa controvèrsia tot i aconseguir bones xifres de teleespectadors. Aquest èxit va impulsar adaptacions del programa a EiTB, Telemadrid i a À Punt. a més a més d'una versió estiuenca, on diferents restaurants o guinguetes costaneres competien en un format similar. La segona temporada es va estrenar el 21 de març del 2018, amb excel·lents resultats d'audiència, 457.000 espectadors i un 19,6% de quota. La cinquena temporada va tenir una mitjana de 343.000 espectadors, amb un 17,6% de quota. La sisena temporada va incorporar la novetat del "plat estrella" que Marc Ribas escull en cada programa, cosa que donarà mig punt més a la nota final.
El 2022 va ser reconegut amb el premi Ondas al millor programa emès per emissores o cadenes no nacionals.